# Шторе
Шторе (словен. Štore) — поселення в общині Шторе, Савинський регіон, Словенія. Висота над рівнем моря: 263,5 м.